# PlayerUnknown’s Battlegrounds
PlayerUnknown’s Battlegrounds (PUBG) – wieloosobowa gra komputerowa typu battle royale wyprodukowana i wydana przez przedsiębiorstwo Krafton. Gra została wydana we wczesnym dostępie na PC w marcu 2017, premiera gry na Xbox One odbyła się 12 grudnia 2017, natomiast 21 grudnia tego samego roku została wydana wersja 1.0 na komputery osobiste.

## Rozgrywka
Gra należy do gatunku battle royale. Jednocześnie na serwerze może grać maksymalnie 100 osób. Na początku rozgrywki postać gracza wyskakuje ze spadochronem z samolotu. Po wylądowaniu, gracz próbuje znaleźć ekwipunek ukryty w losowych miejscach na mapie, który może być pomocny w przetrwaniu. Głównym zadaniem gracza jest wyeliminowanie innych graczy oraz unikanie kontaktu z otaczającą obszar rozgrywki zabójczą barierą, która nieustannie się zmniejsza i ogranicza teren działań dla graczy. Mecz wygrywa gracz, którego postać jako jedyna na mapie pozostanie żywa. W grze występuje też możliwość rozgrywki drużynowej.
W grze nie występuje system craftingu oraz perków dla postaci.

## Produkcja

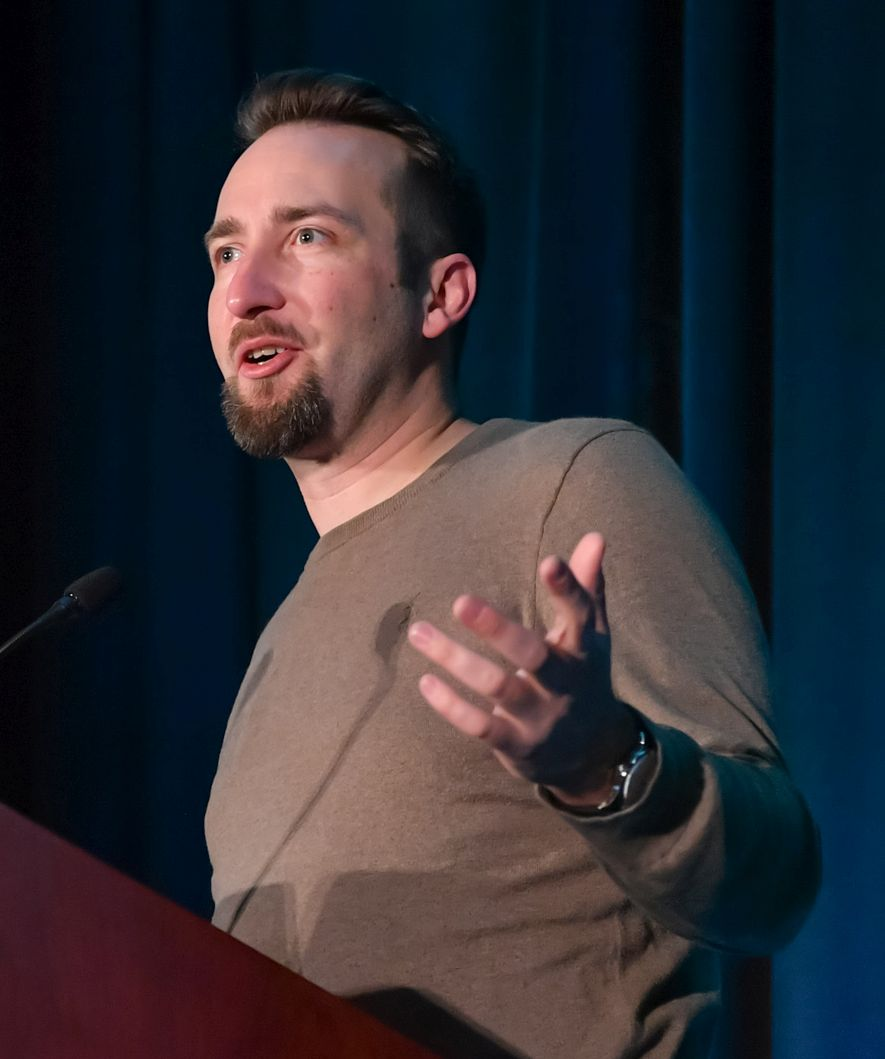
Twórca i projektant gry, Brendan "PlayerUnknown" Greene (2018)

W 2016 roku PUBG Corporation (wtedy jeszcze występujące pod nazwą Bluehole Ginno Games) rozpoczęło produkcję PlayerUnknown’s Battlegrounds. Na rynku było dostępnych tylko kilka tytułów battle royale: The Culling, H1Z1 oraz modyfikacje do gier z serii Arma. W studiu pracowało wtedy 25 osób (w tym ludzie odpowiedzialni m.in. za marketing, czy PR), była to część zespołu odpowiedzialnego za grę akcji MMORPG Devilian z 2015 roku. Większość pracowników miała ponad 10 lat doświadczenia w tworzeniu gier nastawionych na rozgrywki wieloosobowe, jednakże nie mieli doświadczenia w tworzeniu strzelanek.
1 lipca 2016 roku ogłoszono, że trwają prace nad PlayerUnknown’s Battlegrounds. Po 4 miesiącach od rozpoczęcia produkcji rozpoczęto zamknięte pre-alfa testy. Zarejestrowało się w nich 1100 testerów, a w samych testach wzięło udział 600 osób. Testy trwały sześć godzin (jednakże nie było to 6 godzin jednym ciągiem, a rozłożono je na dwa dni) i rozegrano w trakcie nich 52 mecze. Producent gry nie miał pieniędzy na marketing, więc postanowił wykorzystać inne sposoby na zainteresowanie graczy swoją produkcją. Uczestnicy testów mieli wyłączny dostęp do informacji na specjalnym kanale utworzonym w aplikacji Discord. Twórcy chcieli sprawić, aby gracze zrozumieli, że gra ma jeszcze wiele błędów, może zawieszać się i w tej, wczesnej wersji jest jeszcze mało zawartości, ale docelowo będzie jej znacznie więcej. Gra początkowo była nazywana PUBS, oferowała rozgrywkę dla 64 graczy, a gracze nie rozpoczynali rozgrywek skacząc z samolotu. Brendan Greene wpadł na pomysł, aby gracze startowali z samolotu, a nie z budynku na ziemi, gdyż nad biurem często latały samoloty Lockheed C-130 Hercules z pobliskiej bazy wojskowej w Seulu i to one go zainspirowały.
Podczas pierwszych testów alfa zniesiono umowę poufności i gracze od tego momentu mogli nagrywać filmy, robić zrzuty ekranu i streamować rozgrywkę. W szczytowym momencie rozgrywki z testów na Twitchu streamowało 128 streamerów i oglądało je 44 tysiące osób. W trakcie drugich testów alfa, które trwały cztery tygodnie od połowy listopada 2016 roku, grze udało się osiągnąć piąte miejsce na Twitchu w kategorii najczęściej oglądana gra. PUBG Corporation w celu zwiększenia popularności produkcji rozsyłało wtedy maile z zaproszeniami do testów dla streamerów. Dzięki temu udało im się namówić ponad 800 osób. W zamkniętych testach beta wzięło udział ponad 30 tysięcy osób, a gra stała się drugą najpopularniejszą produkcją na Twitchu. W szczytowym momencie rozgrywki oglądało 80 tysięcy osób.
Lojalnych testerów i streamerów nagrodzono m.in. umieszczając graffiti z logo i artworkami tych osób w grze; przekazywano im paczki kluczy, które mogli rozdawać wśród swoich widzów, oraz umożliwiano im tworzenie własnych gier (meczów, ang. custom games). Producenci organizowali także wydarzenia dla społeczności m.in. Twitch Charity Invitational, gdzie zaproszono 64 streamerów z Ameryki Północnej i kolejnych 64 z Europy, którzy brali udział w specjalnych meczach. Ponadto sami twórcy często streamowali swoje rozgrywki na żywo. Dzięki sukcesowi gry liczba osób pracujących w PUBG Corporation zwiększyła się do ponad 200 w marcu 2018 roku. Otworzono nowe oddziały w Amsterdamie i Santa Monica.
23 marca 2017 roku gra trafiła do Steam Early Access, a 21 grudnia opublikowano pełną wersję gry. W styczniu 2022 twórcy zmienili model płatności gry na free-to-play.

## Odbiór
W ciągu trzech dni od pojawienia się we wczesnym dostępie produkcja została zakupiona przez 330 tysięcy graczy i zarobiła 11 milionów dolarów. Po szesnastu dniach sprzedano milion egzemplarzy. Na początku maja ogłoszono, że sprzedano ponad 2 miliony egzemplarzy, a na początku czerwca – 3 miliony kopii gry. Po 3 miesiącach gra sprzedała się w nakładzie 4 milionów egzemplarzy, a studio Bluehole uzyskało 100 milionów dolarów przychodu.
Według danych z lutego 2018 pochodzących z serwisu Steam Spy sprzedano ponad 30 milionów egzemplarzy gry. Według danych serwisu Steam Charts w szczytowym okresie liczba graczy wyniosła ponad 3 miliony.